# 2nd Maryland Infantry
Le 2nd Maryland Infantry est un régiment américain dans de l'armée de l'Union pendant la guerre de Sécession. Il ne doit pas être confondu avec le 2nd Maryland Infantry (CSA), qui est composé de volontaires du Maryland qui se sont battus pour la Confédération pendant la guerre. Le régiment participe à de nombreuses batailles au cours de la guerre et perd 5 officiers et 84 hommes tués et blessés, plus 3 officiers et 134 hommes morts de maladie, pour un total de 226 victimes.

## Histoire

### Origines
Le régiment est levé à Baltimore, de mai à octobre 1861. Le colonel John Sommer, un vétéran de la guerre américano-mexicaine, est nommé comme son premier commandant.
Au printemps 1862, le régiment part pour New Bern, en Caroline du Nord, où il est incorporé dans le IXe corps du major général Ambrose Burnside de l'armée du Potomac. En juillet, le 2nd Maryland est envoyé avec le reste du commandement de Burnside pour aider lors du naufrage de la campagne de la Péninsule du major général George McClellan à l'extérieur de Richmond, arrivant peu de temps après la bataille de Cedar Mountain.
Le 18 août 1862, le 2nd Maryland fait irruption dans une station de signalisation confédérée à Clark Montagne, en Virginie, qui aboutit à la découverte d'un grand nombre de troupes confédérées dans la région. L'information confirme que le général confédéré Robert E. Lee tourne son attention vers l'armée de Virginie de l'Union — dirigée par le major général John Pope — et permet à Pope de déplacer ses forces pour répondre à la nouvelle menace.

### Action à Bull Run
Lors de la seconde bataille de Bull Run (28-30 août), le régiment participe à sa première intervention à grande échelle. L'après-midi du 29, le 2nd Maryland, dans le cadre de la brigade de James Nagle du IXe corps de Burnside, attaque des troupes sous le commandement du général confédéré T. J. « Stonewall » Jackson, retranchées dans un morceau de chemin de fer inachevé. Après que les éléments de la brigade se sont retirés face à l'attaque de flanc confédérée, le 2nd Maryland se retrouve lui-même entouré sur trois côtés. L'unité ouvre son chemin de retour vers les lignes de l'Union, mais au prix de près de 200 hommes tués, blessés ou capturés en à peine 15 minutes de combat.

### Antietam

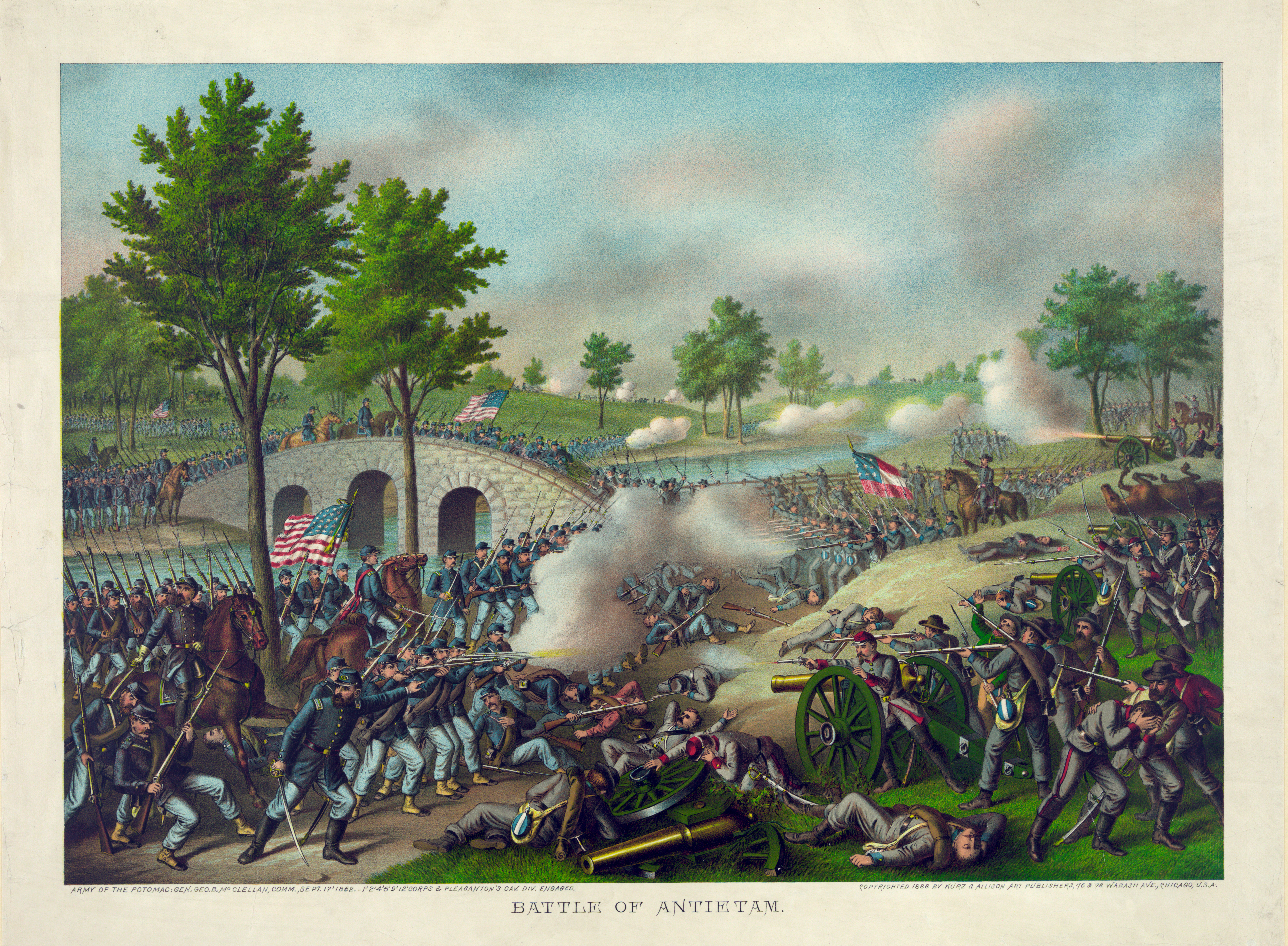
La Bataille d'Antietam, par Kurz & Allison, décrivant l'action sur le pont de Burnside.

Lors de la bataille d'Antietam (17 septembre 1862), le 2nd Maryland renouvelle un assaut contre une force confédérée bien rentranchée. Le commandant de l'Union George B. McClellan a confié la tâche à Burnside d'ouvrir un front au sud de la bataille pour détourner les forces confédérées d'une attaque simultanée prenant place à l'extrémité nord du champ de bataille. Burnside tente de faire traverser son corps sur le pont de Rohrbach, un petit pont en pierre appelé désormais le « pont de Burnside ». Le passage est défendu par 400 Géorgiens sous le commandement du brigadier général Robert Toombs, dont les hommes ont creusé eux-mêmes la berge boisée de 100 pieds de haut qui surplombe la rive ouest du pont. Après une tentative avortée de prendre le pont avec la brigade de l'Ohio du colonel George Crook qui a causé 139 victimes parmi les tirailleurs du 11th Ohio Infantry, Burnside ordonne à la brigade de Nagle de prendre d'assaut la position. Après avoir parcouru plusieurs centaines de mètres sur une route parallèle à la rivière, et ouvert un tir de flanc sur tout le chemin, la brigade de Nagle, avec le 2nd Maryland et le 6th New Hampshire à l'avant-garde, cède avant d'atteindre le pont. Le Marylanders subissent 67 perte sur une force active de moins de 300 hommes. Ils sont la proie des tireurs d'élite confédérés et de l'artillerie, et l'attaque échoue.
Après Antietam, le commandant par intérim du régiment pendant les combats à la deuxième bataille de Bull Run et à Antietam, le lieutenant-colonel Jacob Duryée, démissionne après la prise de commandement du 2nd Maryland de Thomas Allard. À ce moment, le régiment comptabilise moins de 150 hommes sur les 900 qui ont quitté Baltimore moins d'un an plus tôt.[réf. nécessaire]

### Fredericksburg et Knoxville
Le 2nd Maryland participe à une action limitée à Fredericksburg, où il est tenu en réserve pendant la plupart de la journée avant de faire un assaut tardif contre un mur de pierre à la base de Marye's Heights tenu par des forces confédérées. Après avoir subi un feu cinglant, le 2nd Maryland est rappelé et se jette à terre et continué de tirer jusqu'à ce qu'il soit relevé après la tombée de la nuit.
De nombreux membres survivants du 2nd Maryland Infantry survivants sont capturés pendant le siège de Knoxville, le 17 novembre 1863 au cours de la campagne éponyme, et envoyés dans la prison infâme d'Andersonville à Andersonville, en Géorgie.
Environ 70 000 hommes du Maryland se sont battus pour l'Union pendant la guerre de Sécession, et environ 20 000 ont combattu pour la Confédération.

## Liste des batailles
Le 2nd Maryland a participé à ces batailles, en plus de nombreux petits engagements :
- Deuxième Bull Run, 30 août 1862.
- Chantilly, 1er septembre 1862.
- South Mountain, 14 septembre 1862.
- Antietam, 17 septembre 1862.
- Fredericksburg, 13 décembre 1862.
- Blue Springs, 10 octobre 1863.
- Campbell's Station, 16 novembre 1863.
- Siège de Knoxville.
- Petersburg, 16-17 juin 1864.
- Le Cratère, 30 juillet 1864.
- Siège de Petersburg.
  - Weldon Railroad.
  - Poplar Springs Church.
  - Hatcher's Run, 5 février 1865.
- Assaut contre Petersburg, 2 avril 1865.

## Victimes
Le régiment a perdu 5 officiers et 84 hommes tués et de blessés, plus 3 officiers et 134 hommes morts de la maladie, pour un total de 226 victimes.